# Alghero (vignoble)

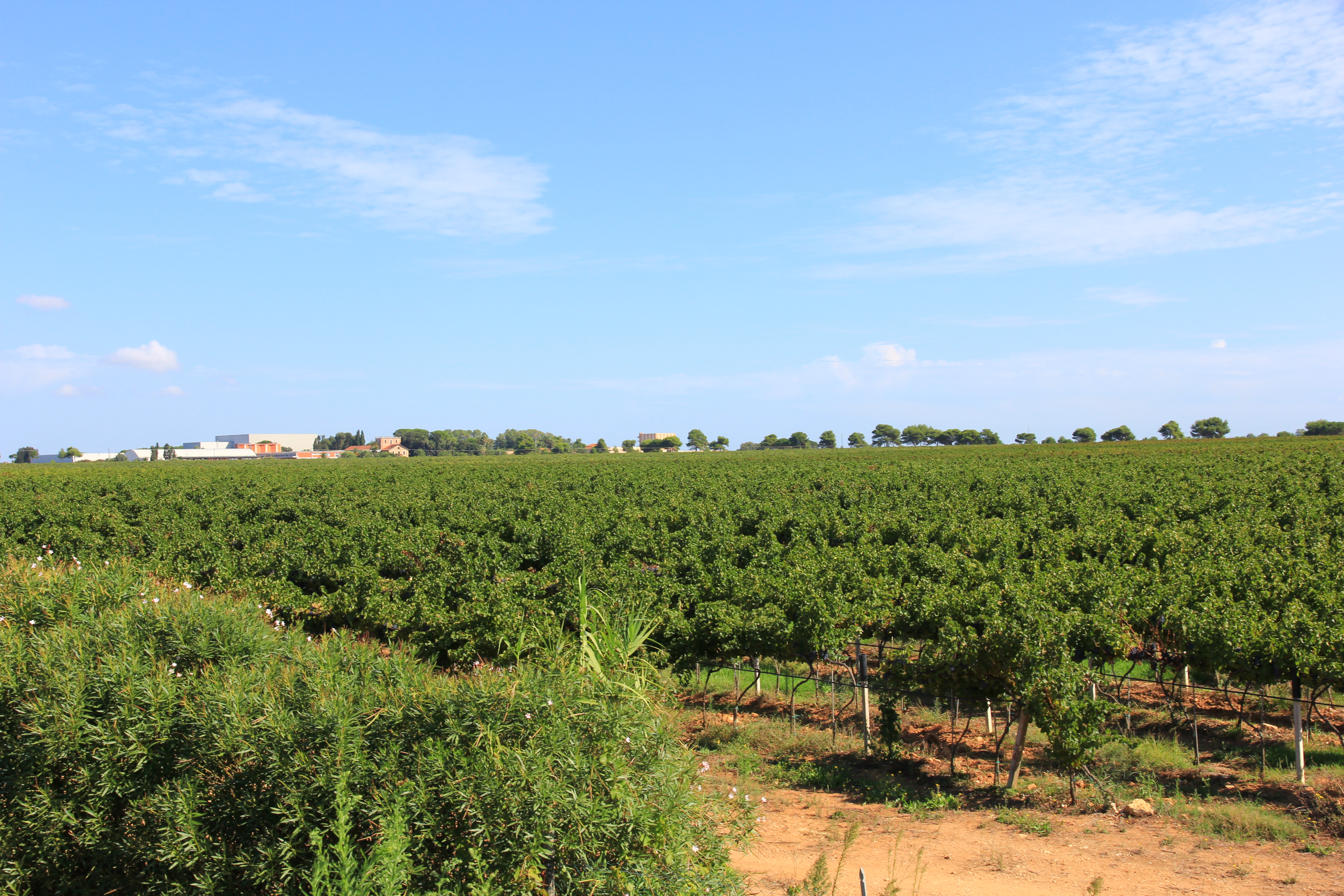
Un champ dans le vignoble d'Alghero.

L' Alghero est un vignoble italien de la région Sardaigne doté d'une appellation DOC depuis le 19 août 1995. Seuls ont droit à la DOC les vins récoltés à l'intérieur de l'aire de production définie par le décret. Les vignobles autorisés se situent en province de Sassari dans les communes d'Alghero, Olmedo, Ossi, Tissi, Usini, Uri, Ittiri ainsi qu'en partie dans la commune de Sassari.

## Appellations, vins
Sous l’appellation, les vins suivants sont autorisés :
- Alghero Cabernet
- Alghero Cagnulari
- Alghero Chardonnay
- Alghero Chardonnay spumante
- Alghero Sangiovese
- Alghero Sauvignon
- Alghero Torbato
- Alghero Torbato spumante
- Alghero Vermentino frizzante
- Alghero bianco
- Alghero frizzante bianco
- Alghero frizzante rosato
- Alghero liquoroso
- Alghero novello
- Alghero passito
- Alghero rosato
- Alghero rosso
- Alghero spumante bianco
- Alghero spumante rosso